# Renzo Gubert
Renzo Gubert (Primiero, 11 agosto 1944) è un politico italiano, deputato dal 1994 al 1996 e senatore dal 1996 al 2006.

## Biografia
Docente universitario, è consigliere comunale a Fiera di Primiero fino al 1995. Viene eletto alla Camera dei Deputati nel 1994 con il PPI, che abbandona nel luglio 1995 per aderire ai Cristiani Democratici Uniti, passando al gruppo parlamentare del CCD.
Alle elezioni politiche del 1996 è candidato dal Polo per le Libertà nel collegio uninominale del Senato di Pergine Valsugana, venendo eletto con il 29.3% dei voti. A Palazzo Madama aderisce al gruppo Cristiani Democratici Uniti, che nel marzo 1998 confluisce in "CDU-Cristiani Democratici per la Repubblica". Dal marzo 1999 aderisce al gruppo misto, di cui forma la componente Unione Popolare Democratica.
Alle elezioni politiche del 2001 è candidato dalla Casa delle Libertà nel collegio uninominale del Senato di Pergine Valsugana, venendo eletto con il 46.7% dei voti. Durante tale legislatura in Senato, Gubert è stato iscritto al gruppo UDC, lasciandolo poco prima delle elezioni politiche del 2006 e più tardi ha aderito a Democrazia Cristiana per le Autonomie. In tale anno termina il proprio mandato parlamentare.
Successivamente è il leader dell'Unione Popolare Autonomista, partito regionale attivo nella Provincia di Trento.